# Maikong
Der Maikong (Cerdocyon thous), auch Krabbenfuchs oder Savannenfuchs genannt, ist der häufigste Wildhund Südamerikas. Er ist über weite Teile Südamerikas östlich der Anden und nördlich Patagoniens verbreitet.

## Merkmale
In Gestalt und Größe gleicht der Maikong den meisten anderen Füchsen. Er hat eine Kopf-Rumpf-Länge von 70 bis 75 cm, hinzu kommen knapp 30 cm Schwanz. Sein Fell ist oberseits graubraun und unterseits weiß gefärbt. Im Bereich des Gesichts und der Beine hat es manchmal einen rötlichen Anflug. Die Spitzen von Ohren und Schwanz sind schwarz. Die Zahnformel ist 3/3-1/1-4/4-3/3=44.

## Verbreitung und Lebensraum

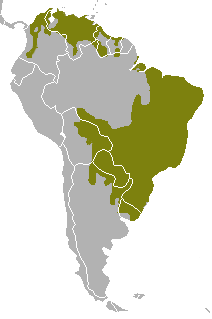
Verbreitungsgebiet des Maikong entsprechend IUCN.

Der Maikong hat unterschiedliche Lebensräume erobert. Man findet ihn in Savannen, Prärien, in den Chaco- und Dornbuschländern, in lichten und geschlossenen Baumbeständen sowie den Wäldern der Subtropen, in Übergangswäldern, den Araukarien- und den Bergregenwäldern:
Das Verbreitungsgebiet des Maikong erstreckt sich von den Küsten- und Bergregionen des nördlichen Kolumbien und Venezuela nach Guyana, Suriname und Französisch-Guayana. Die Vorkommen in Französisch-Guayana sind dabei bislang noch nicht wissenschaftlich überprüft, während aus Guyana und Suriname nur wenige Sichtungen bekannt sind. Ein weiteres, vom ersten getrenntes Gebiet reicht von den Küstenwäldern am Atlantischen Ozean in Brasilien bis in die östlichen Anden in Bolivien, nach Süden über Paraguay bis zur Provinz Entre Ríos in Argentinien und nach Uruguay. Im amazonischen Tiefland ist sein Verbreitungsgebiet eingeschränkt auf die Gebiete nordöstlich des Amazonas und des Rio Negro, südöstlich des Amazonas und Rio Araguaia sowie südlich des Río Beni in Bolivien.

## Lebensweise

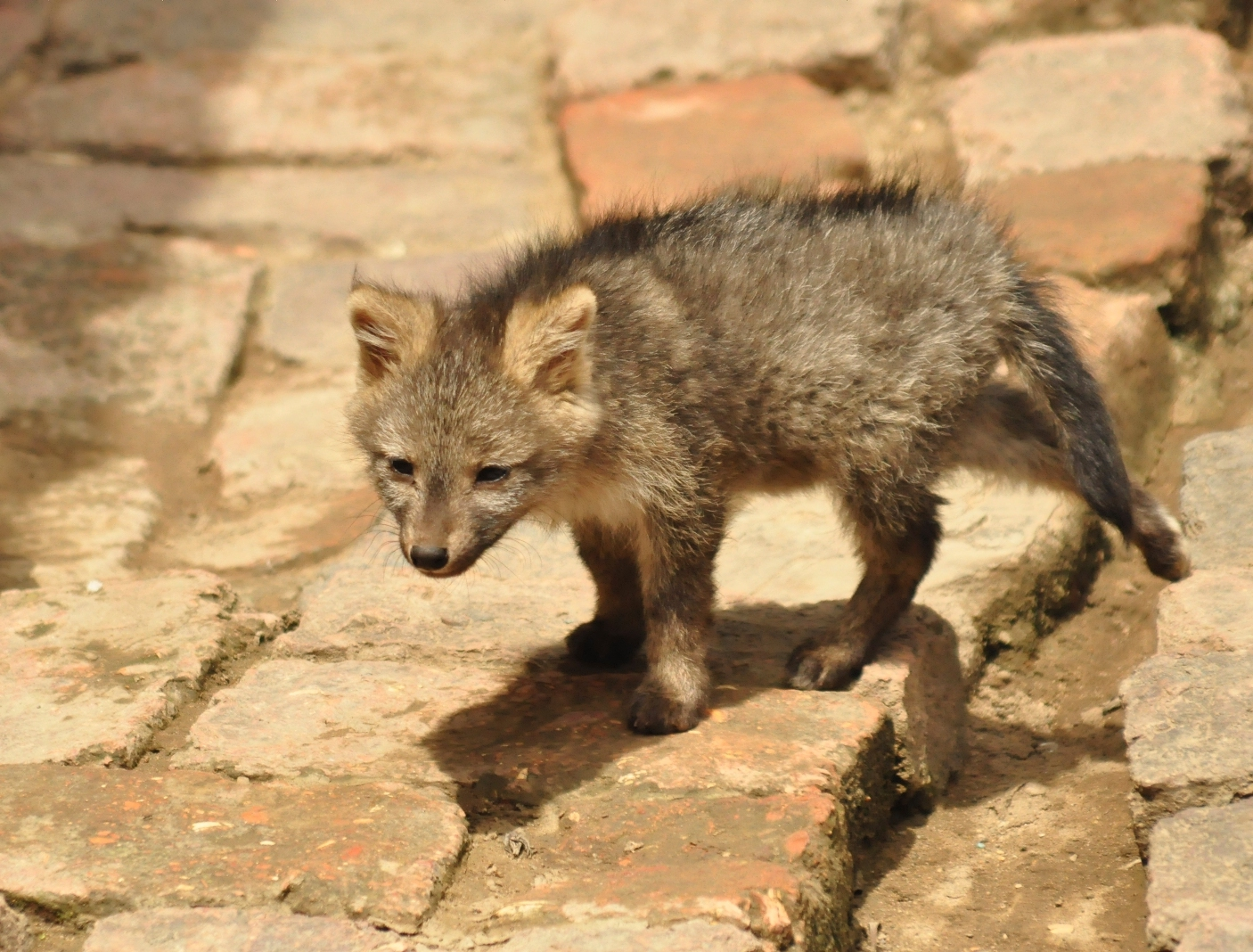
Jungtier

Der englische Name dieses Fuchses, Crab-eating Fox, legt eine Ernährung des Maikongs von Krebsen nahe. Tatsächlich hat man in Feuchtgebieten Paraguays manche Maikongs beobachtet, die sich auf solche Kost spezialisiert hatten, doch es ist für die Art nicht typisch. Als omnivorer Canide stehen auf seinem Speisezettel Mäuse, Vögel, Eidechsen, Frösche, Fische und Insekten, ebenso pflanzliche Beikost wie Früchte und Beeren.
Maikongs sind nacht- und dämmerungsaktiv. Sie leben in monogamen Paarbindungen. Ihr Wurf umfasst drei bis sechs Welpen, die von beiden Partnern umsorgt werden. Die Tragezeit liegt zwischen 52 und 59 Tagen. Die Welpen werden im Alter von 9 Monaten geschlechtsreif. Im Freiland werden Würfe einmal im Jahr beobachtet. Erwachsene haben geringe Streifgebiete im Bereich von 0,6 bis 0,9 Quadratkilometern.

## Systematik
Der Maikong wird als einzige Art der damit monotypischen Gattung Cerdocyon innerhalb der Hunde zugeordnet. Die wissenschaftliche Erstbeschreibung erfolgte 1766 durch Carl von Linné als Canis thous; er ordnete ihn entsprechend in die Gattung Canis ein.
Im Rahmen der Vorstellung der Genomsequenz des Haushundes wurde von Lindblad-Toh et al. 2005 eine phylogenetische Analyse der Hunde (Canidae) veröffentlicht. Im Rahmen dieser Darstellung wurde der Maikong auf der Basis molekularbiologischer Daten als Schwesterart der Gattung Lycalopex identifiziert. Der ebenfalls in Südamerika beheimatete Kurzohrfuchs (Atelocynus microtis) wurde als Schwesterart dieser Gruppe dargestellt, weitere Arten der Klade sind der Waldhund (Speothos venaticus) und der Mähnenwolf (Chrysocyon brachyurus).
Heute sind 5 Unterarten offiziell anerkannt:
- C.t.thous
- C.t.azarea
- C.t.entrerianos
- C.t.aquila
- C.t.germanus[1]

## Bedrohung und Schutz
CITES Anhang 2 enthält den Krabbenfuchs. In Argentinien ist die Art 2002 in die Rote Liste als potential vulnerable (möglicherweise gefährdet) aufgenommen, ebenso in Kolumbien.
Die Art wird von der International Union for Conservation of Nature and Natural Resources (IUCN) aufgrund der Bestandsgröße und des großen Verbreitungsgebietes in anderen Landern als nicht gefährdet (least concern) eingestuft. Innerhalb ihrer Verbreitungsgebiete ist der Maikong relativ häufig und zeichnet sich durch eine opportunistische Lebensweise aus.

## Belege
1. 1 2 3 4 5  Lucia Soler: Wilde Hunde. Hrsg.: Udo Gansloßer, Claudio Silleo-Zubiri. Filander Verlag, 2006, ISBN 3-930831-63-5, Der Krabbenfuchs, S. 131 ff.
2. 1 2 3  
Cerdocyon thous in der Roten Liste gefährdeter Arten der IUCN 2011. Eingestellt von: O. Courtenay, L. Maffei, 2008. Abgerufen am 29. Mai 2012.
3. 1 2  
Kerstin Lindblad-Toh et al.: Genome sequence, comparative analysis and haplotype structure of the domestic dog. Nature 438, Dezember 2005; Seite 803–819. (Abstract).
4. ↑  
Don E. Wilson & DeeAnn M. Reeder (Hrsg.): Cerdocyon in Mammal Species of the World. A Taxonomic and Geographic Reference (3rd ed).
5. ↑  
Annalisa Berta: Cerdocyon thous. In: Mammalian Species. Band 186, 1982, S. 1–4 (Volltext [PDF; 372 kB]). Volltext (Memento des Originals vom 4. März 2016 im Internet Archive)  Info: Der Archivlink wurde automatisch eingesetzt und noch nicht geprüft. Bitte prüfe Original- und Archivlink gemäß Anleitung und entferne dann diesen Hinweis.